# Alto del Tis
Altís, és una muntanya situada al terme del municipi valencià de Vilafermosa (l'Alt Millars) de 1.312 metres, sent el vint-i-quatré pic més alt del País Valencià. Està situat a les confluències del riu de Vilafermosa (o riu de Linares) i en els últims contraforts de la serra de Nogueroles i de la vall de Linares. La muntanya està davant de la població de Vilafermosa i prop del Parc Natural del Penyagolosa.